# Madre luna
Madre luna é uma telenovela estadunidense-colombiana exibida pela Telemundo entre 2 de julho de 2007 e 28 de janeiro de 2008.
Foi protagonizada por Amparo Grisales, Gabriel Porras e Michel Brown e antagonizada por Saby Kamalich, Mónica Dionne, Mauricio Aspe e Paulo Quevedo.

## Sinopse
Alejandra Aguirre é uma mulher bonita e indomável, cuja sensualidade e força provocam fortes paixões e grandes intrigas. Durante anos, Alejandra, que se dedicou a criar seus dois filhos, sofreu em silêncio enquanto mantinha um doloroso segredo. Agora, o destino mantém um movimento que mudará sua vida: o grande amor de sua vida Leonardo Cisneros retorna inesperadamente com seu filho Angel. Sem suspeitar do que estava entre o pai e Alejandra, Angel, ele colocará seus olhos nela assim que a ver, causando um redemoinho de paixões proibidas e colocando em perigo o segredo que ela tão cautelosamente guardou todo esse tempo.
Leonardo conheceu Alejandra durante uma viagem de negócios, três anos depois de ter se casado com Flavia Portillo. Eles se apaixonaram, mas Leonardo nunca ousou confessar a Alejandra que ele era um homem casado. Sem saber disso, Alejandra engravida. Por um tempo, Leonardo levou uma vida dupla, duas casas: a pessoa que ele ocupava com sua esposa, Flavia, com quem ele tinha um filho, Angel e, por outro lado, as relações que ele teve com Alejandra, que nobremente aprendendo a verdade, Em vez de afundar Leonardo em um escândalo, ele preferiu ficar em silêncio, renunciando ao amor, por respeito a sua esposa e filho, e decidiu se afastar de todos.
Alejandra e seus filhos vivem em terra nas proximidades da propriedade de Leonardo e sua esposa Flavia. Depois de um longo período de tempo, a vida os coloca cara a cara, quando Leonardo volta de uma viagem. Passeio também retorna sobrinha Flavia, Ana Belén "Anabel" Saldaña Portillo ( Ana Lucia Domínguez ), uma bela jovem que também desencadear o confronto de dois irmãos, Valentin ( Alex Sirvent ) e Demetrius ( Arap Bethke ), os filhos de Alejandra, que também gosta de Leonardo e seu filho, colocaram os olhos na mesma mulher.
Ao retornar, Leonardo deve enfrentar Alejandra com o objetivo de distanciá-la, junto com seus filhos, dessas terras. Mas o contrário aconteceu, a única coisa que surgiu nesse encontro foi a paixão que ambos continham contidos durante todos esses anos de não se verem. 
Não só será a paixão de Leonardo que Alejandra consegue desencadear, mas também a de seu filho com Flavia, Ángel, que ao conhecer Alejandra e apesar da grande diferença de idade, fica obcecada com ela, até certo ponto querer possuí-la pela força, derramando nessa mulher a força de uma besta que a tornará capaz de controlar qualquer ser humano que ousou abusar dela, ou de qualquer um de seus dois filhos, para se defender, tanto como mulher como mãe.
Alejandra e Anabel são mulheres que desvinculam os dois nódulos emocionais da história, em torno dos quais transformarão todos os sentimentos de amor, ódio, desejos de vingança, ciúmes e traições que marcarão o curso de cada um dos personagens que compõem

## Elenco
| Ator                  | Personagem                                   |
| --------------------- | -------------------------------------------- |
| Amparo Grisales       | Alejandra Aguirre                            |
| Gabriel Porras        | Leonardo Cisneros                            |
| Mónica Dionne         | Flavia Portillo Zapata de Cisneros           |
| Michel Brown          | Ángel Cisneros Portillo                      |
| Alex Sirvent          | Valentín Aguirre / Valentín Cisneros Aguirre |
| Arap Bethke           | Demetrio Aguirre / Demetrio Cisneros Aguirre |
| Ana Lucía Domínguez   | Ana Isabel "Anabel" Saldaña Portillo         |
| Saby Kamalich         | Doña Trinidad Zapata Vda. de Portillo        |
| Judy Henríquez        | Angustias García                             |
| Paulo César Quevedo   | Tirso Reinoso                                |
| Mauricio Aspe         | Román Garrido                                |
| Adriana Campos        | Zulma Moreno                                 |
| Daniela Tapia         | Dulce Elena Márquez                          |
| José Saldarriaga      | Fidelio Márquez                              |
| Julio del Mar         | Ignacio Morales                              |
| Ana Beatriz Osorio    | Violeta Cordero                              |
| Sebastián Boscán      | Erasmo Casilimas                             |
| Pedro Roda            | Bebo Cantillo                                |
| Alejandra Pinzón      | Juana López                                  |
| Mónica Pardo          | Luzmila Morales                              |
| Sandra Guzmán         | Marcela Pizarro                              |
| Gabriel González      | Rosito Bocanegra                             |
| Margarita Durán       | Berta                                        |
| Freddy Ordóñez        | Emilio Morales                               |
| Luz Stella Luengas    | Irene de Márquez                             |
| Sigifredo Vega        | Basilio Márquez                              |
| Maria Claudia Torres  | Séfora                                       |
| Maria Margarita Amado | Verónica                                     |
| Olga Lucía Rojas      | Marieta                                      |